# Kartel z Medellín
Kartel z Medellín (hiszp. Cartel de Medellín) – kartel narkotykowy utworzony na zachodzie Kolumbii i mający swoje źródła w mieście Medellín. Kartel ten działał na terenie Kolumbii, Boliwii, Ameryki Środkowej, USA, Kanady i Europy.
Kartel powstał na początku lat 70. z inicjatywy Pabla Escobara, do którego dołączyli handlarz szmaragdami Jose Gonzalo Rodriguez Gacha oraz hodowcy koni – bracia Ochoa – Jorge, Juan i Fabio. Do 1993 r. grupa oporu Los Pepes, kontrolowana przez kartel z Cali oraz współpracujący z nimi kolumbijski rząd i DEA zlikwidowali kartel z Medellín zabijając jego członków lub wtrącając ich do więzienia.
W szczytowym momencie działania kartel Medellín co tydzień przemycał tonę kokainy do krajów na całym świecie i przynosił od 60 do 100 milionów dolarów dziennych zysków z narkotyków. Przez pewien czas kartel Medellín dostarczał co najmniej 96% narkotyków do Stanów Zjednoczonych i zaopatrywał 90% światowego rynku kokainy.
Gwałtowny rozwój grupy nastąpił w chwili, gdy do grupy dołączył Carlos Lehder, który przekonał przywódców, by kokainę do USA przemycać awionetkami, zamiast, jak wcześniej, w walizkach. W okresie swojej największej świetności przychody kartelu sięgały 60 milionów dolarów dziennie.
Grupa była w stałym konflikcie z konkurencyjną grupą handlarzy narkotyków – kartelem z Cali, kierowanym przez Gilberto Rodrígueza Orejuela – a od początku lat 80. rozpoczęła również walkę wymierzoną przeciwko rządowi Kolumbii, który zagroził ekstradycją przemytników do USA.
Kartel rozpadł się po śmierci Escobara i Gachy. Bracia Ochoa sami wydali się w ręce kolumbijskiej policji w zamian za łagodne wyroki.